# Ampana
Ampana est le chef-lieu du kabupaten de Tojo Una-Una (en) dans la province indonésienne de Sulawesi central sur l'île de Célèbes.

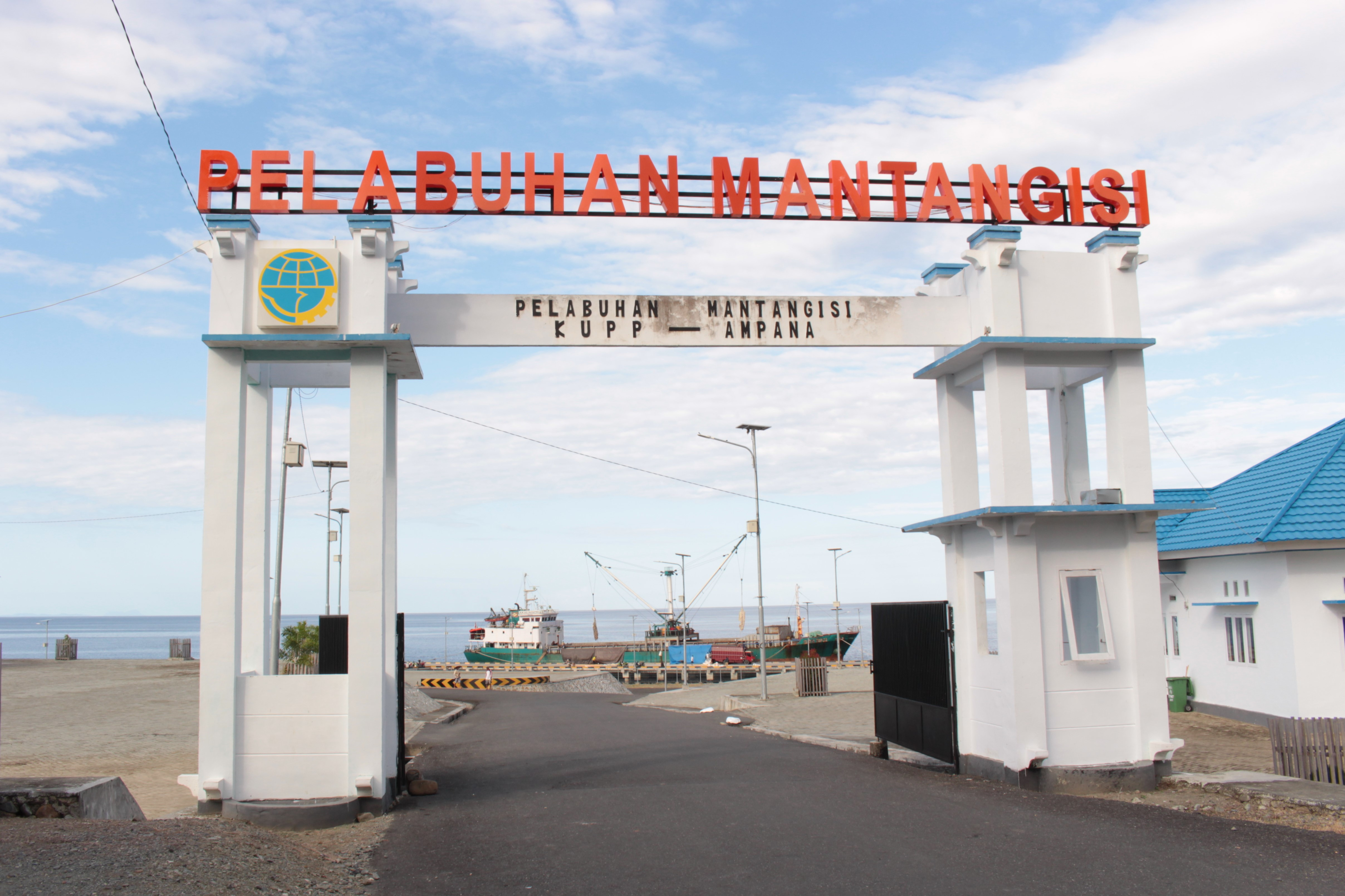
Port de Mantangisi à Ampana.
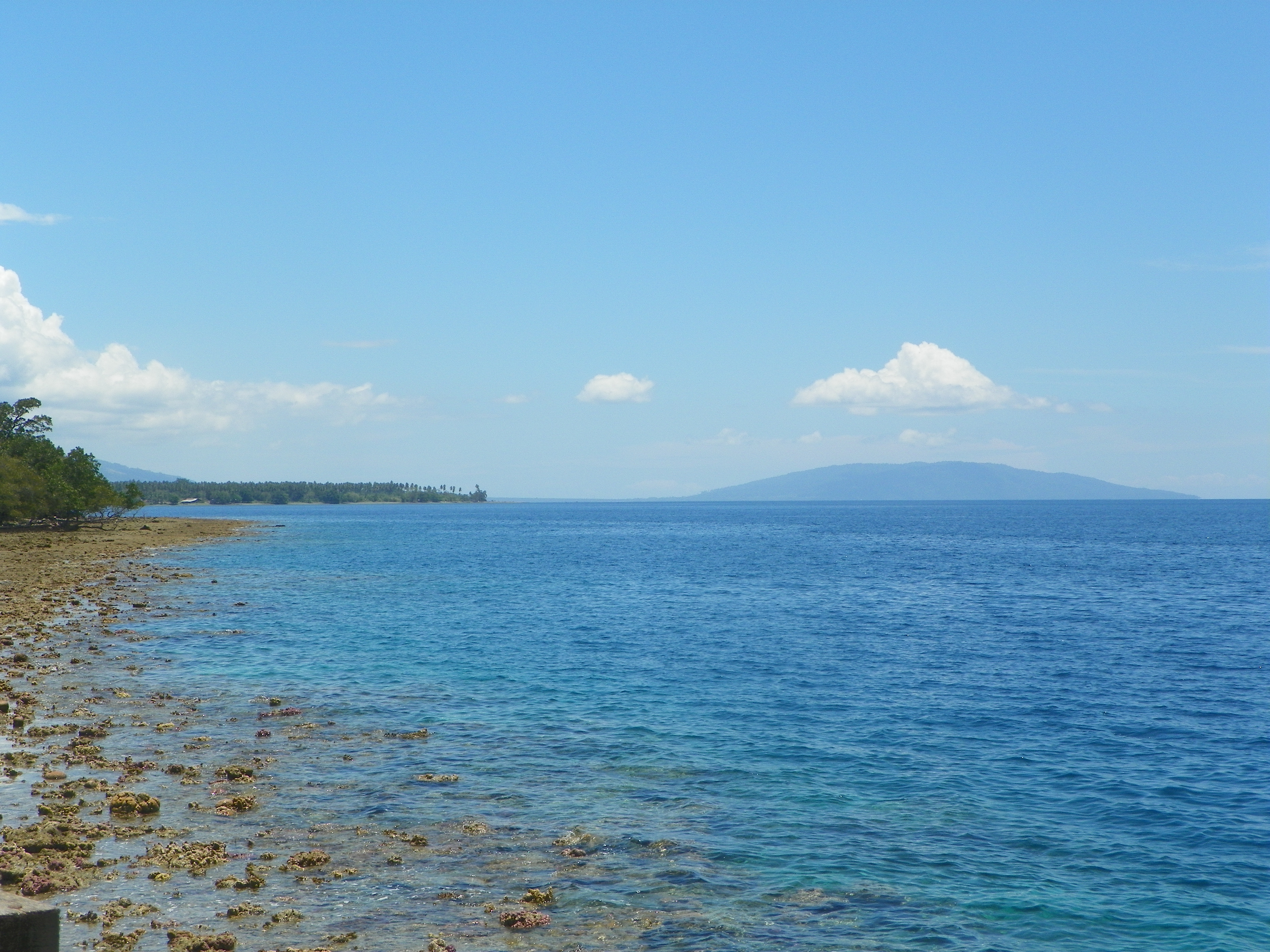
La plage de Sabo dans le district d'Ampana Tete.

## Tourisme et transport
Ville principale de la réserve de biosphère de Togean Tojo Una-Una,
Ampana est un point d'embarquement pour les îles Togian et le parc national qui les entoure dans le golfe de Tomini.
Elle est desservie par l'aéroport Tanjung Api (en) (code IATA : OJU). Inauguré en 2014, l'aéroport assure principalement une liaison quotidienne avec Palu, la capitale de la province de Sulawesi central. Palu est à 1 h de vol environ alors que le trajet par la route prend plus de 10 h[réf. souhaitée].

## Démographie
Ampana et les districts voisins rassemblent en 2010
- 40 299 habitants dans le district d'Ampana Kota,
- 22 367 habitants dans le district d'Ampana Tete,
- 15 654 habitants dans le district d'Ulu Bongka,

parmi les 137 810 habitants du kabupaten de Tojo Una-Una.